# Världens ursprung
Denna artikeln handlar om målningen. För vår världs naturvetenskapliga ursprung, se kosmologi och solsystemets uppkomst och utveckling.
Världens ursprung (franska: L'Origine du monde) är en oljemålning av Gustave Courbet. Den målades 1866 och finns sedan 1995 på Musée d'Orsay i Paris. Motivet för den 46 cm höga och 55 cm breda målningen är en kvinnas kropp, fokuserad på hennes sköte. 
Världens ursprung gjordes troligen på beställning av Khalil Bey (1831–1879), en egyptisk konstsamlare och diplomat i turkisk tjänst i Paris. Denne målningens förste ägare innehade tidigare även Det turkiska badet av Jean-Auguste-Dominique Ingres.
Gustave Courbet gjorde under sin livstid vid ett flertal tillfällen målningar av nakna kvinnokroppar. Samma år som han målade Världens ursprung, 1866, hade han också gjort den länge censurerade Sömnen, vilken avbildar ett lesbiskt par och också den beställd av Khalil Bey. Målningen är dock unik för Gustave Courbet och i den samtida konstvärlden genom sin fokusering på ett sköte. Motivet är närmast anatomiskt och erotiskt, utan varje slags mytologisk eller litterärt associerande artefakt som skulle kunna göra verket tillåtet för offentlig visning i det samtida, eller långt senare, Frankrike.

## Modellen
Vem som stått modell för målningen är omtvistat och inte helt klart. Det kan ha varit Gustave Courbets dåvarande favoritmodell, irländskan Joanna Hiffernan, älskarinna till Gustave Courbets elev James Whistler. Men det kan även ha varit Constance Queniaux, älskarinna till beställaren Khalil Bey.

## Proveniens

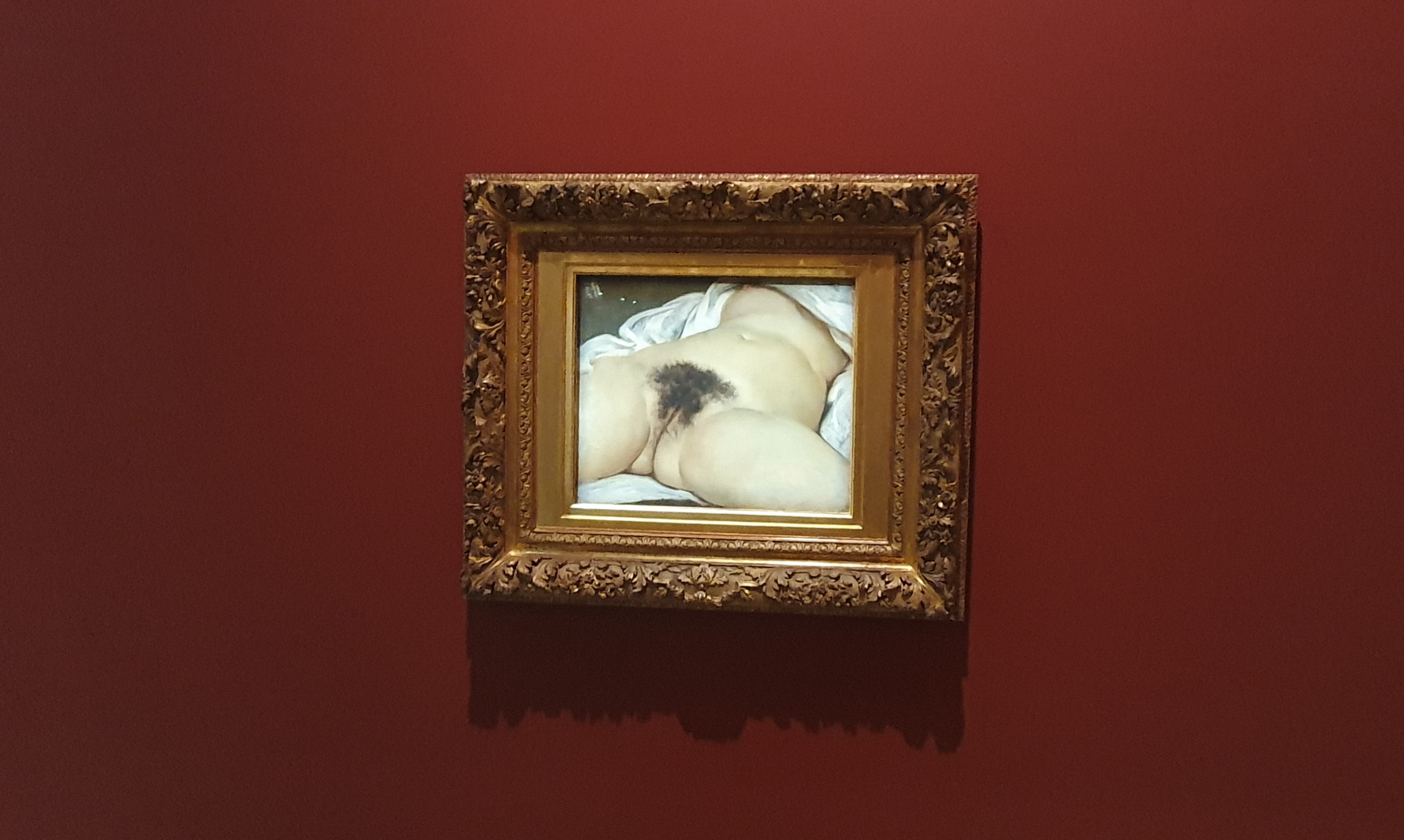
Världens ursprung som den hänger på Musée d'Orsay. Oktober 2021

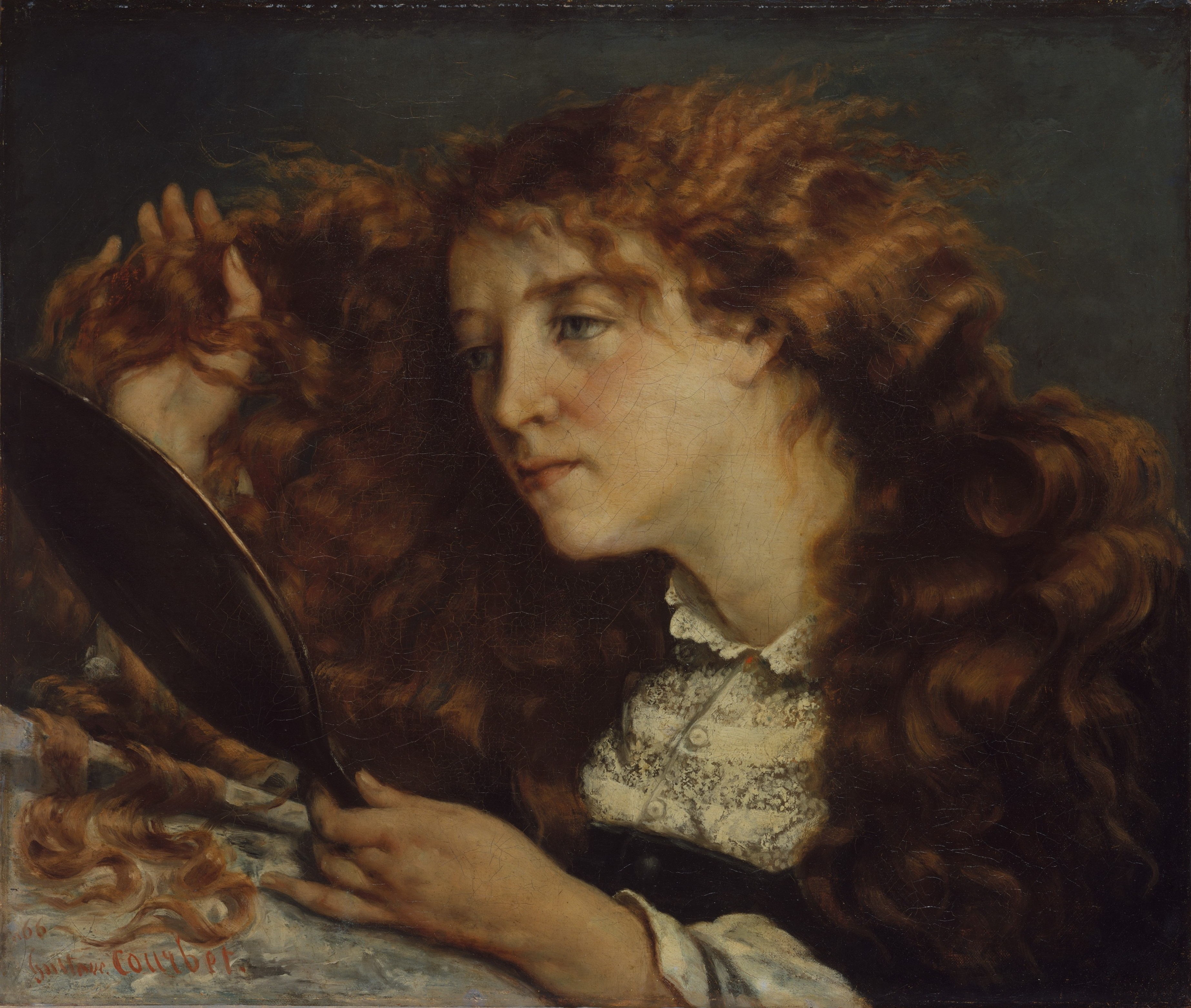
Jo, den vackra irländskan, ett porträtt av Joanna Hiffernan

Världens ursprungs proveniens efter dess tillkomst är inte helt känd och målningen har varit försvunnen under två perioder. Den har ända fram till 1995 funnits i privata samlingar. Khalil Bey blev av med den redan efter två år 1868, när hans tillgångar auktionerades ut i Paris för att täcka spelskulder. Den var dock inte med på i auktionen, utan den försvann under flera decennier ur världens ögon. I november 1912 dök den upp, då en madame Viale sålde en annan Courbet-målning till Galerie Bernheim-Jeune i Paris, en målning som täckte "Världens ursprung.
År 1913 såldes båda målningara till den ungerske målaren och konstsamlaren Ference Hatvany (1881–1958). Dennes konstsamling överlevde den ungerska revolutionen efter första världskriget 1918, då den beslagtogs av den kortlivade revolutionsregeringen, men återlämnades intakt. Den beslagtogs igen under det andra världskriget först av tyska SS och ungerska pilkorsare och plundrades senare av ryska soldater i Budapest efter Röda arméns befrielse av Ungern i slutet av år 1944. Ference Hatvany, som var jude och varit gömd under senare delen av kriget, kunde på smygvägar köpa tillbaka tio verk 1946, däribland Världens ursprung. Året därpå emigrerade han till USA och fick då tillstånd att ta med sig ett konstverk av mindre värde, vilket blev Världens ursprung. 
Ference Hatvany återvände senare till Frankrike och Schweiz och tvingades avyttra sin då begränsade konstsamling. År 1955 såldes målningen på auktion till den franske psykoanalytikern Jacques Lacan. Den var därefter upphängd i hans fritidshus La prévôte i Guitrancourt öster om Paris. Där var den gömd bakom en skjutlucka som var bemålad med en skissartad parafras av målningen, utförd av den surrealistiske konstnären André Masson (1896–1983), som var styvbror till Jacques Lacan. Efter det att Jaccques Lacan avlidit 1981 och därefter hans fru Sylvia Batailles 1993, började franska finansministeriet förhandla med arvingarna om arvsskattebefrielse mot att franska staten fick äganderätt till målningen. Slutligt beslut togs 1995, och Världens ursprung placerades därefter i Museé d'Orsay.

## Hypotes omVärldens ursprungsom del av en större målning

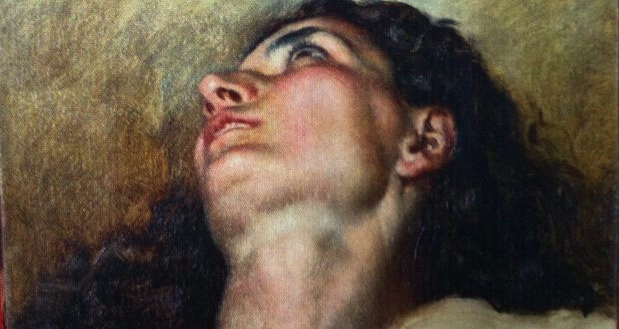
Möjlig övre del av målningen, påträffad 2013.

Den franska tidskriften Paris Match publicerade i februari 2013 en artikel, i vilken hävdas att en målning av ett huvud hittats, vilken skulle kunnat vara en del av en ursprungligen större målning ur vilken Världens ursprung skurits ut. Målningen, med formatet 46 x 55 centimeter, visar ett kvinnligt ansikte, troligen Joanna Hiffernans, sett snett underifrån. De båda målningarna skulle kunna ingå i en ursprunglig målning med det ungefärliga måttet 120 X 100 centimeter.
Musée d'Orsay har avfärdat hypotesen som fantasier. Museet pekar bland annat på att tavlan på plats hos sin första ägare Khalil Bey har benämnts "naken kvinna, utan fötter och utan huvud" av Léon Gambetta.

## Målningen i kulturen

### Filmer
- Jean Paul Fargier: L’Origine du monde, dokumentärfilm 1996, 26 minuter